# Сарданашвили, Геннадий Александрович
Генна́дий Алекса́ндрович Сарданашви́ли (13 марта 1950 год, Москва — 1 сентября 2016 год) — советский и российский физик-теоретик.

## Биография
Окончил 2-ю Московскую математическую школу (1967, с серебряной медалью), физический факультет МГУ (1973, с отличием) и его аспирантуру (1976, под руководством профессора Д. Д. Иваненко).
С 1976 года работал на кафедре теоретической физики физического факультета МГУ, с 1999 года — ведущий научный сотрудник.
Основатель и главный редактор (2003—2013) международного журнала по математической физике International Journal of Geometric Methods in Modern Physics (World Scientific).

## Область научных исследований
Геометрические методы теории поля,
классической и квантовой механики, теория гравитации.
Основные результаты:
- калибровочная теория гравитации, в которой гравитация описывается как хиггсовское поле, обуславливающее спонтанное нарушение пространственно-временных симметрий[2]
- геометрическая формулировка классической теории поля, в которой классические поля представляются сечениями расслоений[3]
- ковариантная гамильтонова теория поля, в которой моменты соответствуют производным полей по всех пространственно-временным координатам[4]
- геометрическая формулировка неавтономной классической[5] и квантовой[6] механики в терминах расслоений над {\displaystyle \mathbb {R} }
- обобщенные теоремы Нетер для лагранжевых систем на расслоениях и градуированных многообразиях[7]
- обобщенние теорем Лиувилля-Арнольда, Нехорошева и Мищенко-Фоменко на случай интегрируемых систем с некомпактными инвариантными подмногообразиями[8]

Учёные степени:
- Кандидат физико-математических наук (1980). Тема диссертации: «Формализм расслоений в некоторых моделях теории поля».
- Доктор физико-математических наук (1998). Тема диссертации: «Хиггсовская модель классического гравитационного поля».

Опубликовано 25 книг и более 350 научных работ.

## Книги
1. Д. Д. Иваненко, Г. А. Сарданашвили Гравитация, 4-е изд., — М.: Изд. ЛКИ, 2010.
2. Д. Д. Иваненко, П. И. Пронин, Г. А. Сарданашвили Калибровочная теория гравитации, — М.: Изд. МГУ, 1985.
3. G. Sardanashvily, O. Zakharov Gauge Gravitation Theory, — World Scientific, Singapore, 1992.
4. G. Sardanashvily Gauge Theory on Jet Manifolds, — Hadronic Press, Palm Harbor, FL, 1993.
5. G. Sardanashvily Generalized Hamiltonian Formalism for Field Theory, — World Scientific, Singapore, 1995.
6. G. Giachetta, L. Mangiarotti, G. Sardanashvily New Lagrangian and Hamiltonian Methods in Field Theory, — World Scientific, Singapore, 1997.
7. L. Mangiarotti, G. Sardanashvily Gauge Mechanics, — World Scientific, Singapore, 1998.
8. L. Mangiarotti, G. Sardanashvily Connections in Classical and Quantum Field Theory, — World Scientific, Singapore, 2000.
9. G. Giachetta, L. Mangiarotti, G. Sardanashvily Geometric and Algebraic Topological Methods in Quantum Mechanics, — World Scientific, Singapore, 2005.
10. G. Giachetta, L. Mangiarotti, G. Sardanashvily Advanced Classical Field Theory, — World Scientific, Singapore, 2009.
11. G. Giachetta, L. Mangiarotti, G. Sardanashvily Geometric Methods in Qlassical and Quantum Mechanics, — World Scientific, Singapore, 2010.
12. G. Sardanashvily Lectures on Differential Geometry of Modules and Rings. Application to Quantum Theory, — Lambert Academic Publishing, Saarbrucken, 2012.
13. G. Sardanashvily Advanced Differential Geometry for Theoreticians. Fiber bundles, jet manifolds and Lagrangian theory, — Lambert Academic Publishing, Saarbrucken, 2013.
14. Г. А. Сарданашвили Кризис научного познания: Взгляд физика, — Изд. УРСС, 2015.
15. G. Sardanashvily Handbook of Integrable Hamiltonian Systems, — URSS, 2015.

### Курс теоретической физики «Теорминимум-XXI»
Автор 5-томного курса теоретической физики Современные методы теории поля (Теорминимум-XXI), в котором дается изложение основных алгебраических, геометрических и топологических методов в теории поля, квантовой теории и механике:
1. Г. А. Сарданашвили Современные методы теории поля. 1. Геометрия и классические поля, — М.: УРСС, 1996 (2-е изд., 2011).
2. Г. А. Сарданашвили Современные методы теории поля. 2. Геометрия и классическая механика, — М.: УРСС, 1998.
3. Г. А. Сарданашвили Современные методы теории поля. 3. Алгебраическая квантовая теория, — М.: УРСС, 1999 (2-е изд., 2011).
4. Г. А. Сарданашвили Современные методы теории поля. 4. Геометрия и квантовые поля, — М.: УРСС, 2000.
5. Г. А. Сарданашвили Современные методы теории поля. 5. Гравитация, — М.: УРСС, 2011.

### Трилогия советской физики
Автор трёх историко-биографических книг, составляющих своего рода трилогию советской физики:
- Г. А. Сарданашвили. Я — учёный. Заметки теорфизика, — М.: УРСС, 2010.
- Г. А. Сарданашвили. Дмитрий Иваненко — суперзвезда советской физики. Ненаписанные мемуары, — М.: УРСС, 2009.
- Г. А. Сарданашвили. Между рассветом и закатом. Советская физика в 1950-79 гг. — М.: УРСС, 2014.